# LSV Stettin
Der Luftwaffen-Sportverein Stettin (kurz LSV Stettin) war ein Militärsportverein aus dem im heutigen Polen gelegenen Stettin. Der LSV Stettin wurde 1939 im Umfeld der ortsansässig stationierten Flieger gegründet.

## Fußball
Bereits in der ersten Spielzeit konnte sich der LSV als Zweitplatzierter in der Aufstiegsrunde einen Startplatz in der Gauliga Pommern-West sichern. In dieser wurde man 1940/41 überraschender Staffelsieger und trat zum Endspiel um die Gaumeisterschaft gegen Germania Stolp an, welche man 11:1 und 2:0 besiegte. Dadurch qualifizierten sich die Stettiner für die Endrunde um die deutsche Meisterschaft, scheiterten dort jedoch trotz eines 3:2-Erfolges über Vorwärts-Rasensport Gleiwitz als Gruppenzweiter.
In der folgenden Saison folgte ein erneutes Achtungszeichen, als die Pommern erst im Viertelfinale des Tschammerpokals gegen Werder Bremen ausschieden.
In der Liga konnte der LSV dreimal in Folge den zweiten Platz erreichen, sich aber nicht mehr für die Deutsche Meisterschaft qualifizieren. In der Saison 1944/45 trat man dann in der Gauliga Stettin an, welche aber aufgrund des Krieges im Herbst abgebrochen wurde. Daraufhin löste sich der LSV Stettin im September 1944 auf.

### Platzierungen
| Saison                                                                                            | Liga                                | Platz    | Spiele | g  | u  | v  | Tore  | Punkte |
| ------------------------------------------------------------------------------------------------- | ----------------------------------- | -------- | ------ | -- | -- | -- | ----- | ------ |
| 1939/40                                                                                           | Gauliga-Aufstiegsrunde Pommern-West | 02.      | 06     | 04 | 0  | 02 | 35:19 | 8 – 4  |
| 1940/41                                                                                           | Gauliga Pommern-West                | 01.      | 14     | 12 | 01 | 01 | 66:15 | 25 – 3 |
| 1941/42                                                                                           | Gauliga Pommern-West                | 02.      | 10     | 08 | 0  | 02 | 52:20 | 16 – 4 |
| 1942/43                                                                                           | Gauliga Pommern-West                | 02.      | 10     | 05 | 01 | 04 | 29:11 | 11 – 9 |
| 1943/44                                                                                           | Gauliga Pommern-West                | 02.      | 10     | 07 | 0  | 03 | 36:14 | 14 – 6 |
| 1944/45                                                                                           | Gauliga Stettin                     | 0Abbruch | 03     | 02 | 01 | 0  | 11:4  | 5 – 1  |
| grün unterlegt: Aufstieg; blau unterlegt: Teilnahme an der Endrunde um die deutsche Meisterschaft |                                     |          |        |    |    |    |       |        |

### Spieler der Endrunde 1941
Rasch; Zerwas, Groth; Makowiak, Roggow, Otto Lüdecke; Frosch, Ernst Auerhahn, Rolf Rohrberg, Golm, Kösser, Grünberg, Hoffmann

## Handball
Die Feldhandballmannschaft des LSV Stettin qualifizierte sich als Sieger der Bereichsklasse Pommern für die Deutsche Feldhandball-Meisterschaft 1940/41, schied in dieser jedoch nach einer knappen 13:14-Niederlage gegen den LSV Posen bereits in der Ausscheidungsrunde aus.

## Erfolge
- Meister der Fußball-Bereichsklasse Pommern: 1941
- Meister der Handball-Bereichsklasse Pommern: 1941